# André Masséna
André Masséna, als duc de l'Empire 1e hertog van Rivoli, en als prince de l'Empire 1e prins van Essling (Nice, 6 mei 1758 – Parijs, 4 april 1817) was een Frans militair en maarschalk van Frankrijk.
Napoleon noemde hem "de grootste naam in mijn militaire rijk." Massénas bijnaam was L'Enfant chéri de la Victoire ("het geliefde kind van de overwinning"). Maar Masséna, die schatrijk stierf, was ook een beruchte plunderaar. Masséna a bien volé ("Masséna heeft goed gestolen") merkte Napoleon op tijdens zijn ballingschap op Sint-Helena.
In Parijs werd de Boulevard Masséna naar hem vernoemd. Ook Massena, een dorpje in de Amerikaanse staat New York, op de grens met Canada, is naar hem vernoemd. In zijn geboortestad Nice is het plein Place Masséna naar hem genoemd.

## Jeugd en Franse revolutionaire tijd
Masséna werd geboren in Nice, destijds in Piëmont (Italië), en groeide op in het nabije Levens. Op 17-jarige leeftijd ging hij het Franse koninklijke leger in. Na de Franse Revolutie in 1789 verliet hij het leger en werd smokkelaar. Hij keerde twee jaar later terug naar het leger, werd benoemd tot officier en kreeg het bevel over een vrijwilligerseenheid. Masséna steeg al snel in de rangen, tot kolonel in 1792, brigadegeneraal in augustus 1793, en generaal in december 1793.
Hij onderscheidde zich in de Eerste Coalitieoorlog met een aantal overwinningen tegen de Oostenrijkers in Noord-Italië. In 1799, tijdens de Tweede Coalitieoorlog, kreeg hij het bevel over de Franse troepen in Zwitserland. Hij verloor de Eerste Slag bij Zürich (4-7 juni 1799) tegen de Oostenrijkers, maar versloeg de Russen in de beslissende Tweede Slag bij Zürich (25-26 september 1799), waarna de Russen de coalitie tegen Frankrijk verlieten.
Masséna keerde daarna terug naar Italië, waar hij werd belegerd door de Oostenrijkers in Genua. Na drie maanden beleg moest hij capituleren. Hij nam deel aan de Slag bij Marengo op 14 juni 1800 en werd daarna benoemd tot bevelhebber van de Franse troepen in Italië, tot hij werd ontslagen omdat hij verantwoordelijk werd gehouden voor plundering.

## Napoleontische tijd
Pas in 1804 speelde Masséna weer een rol van betekenis. Na Napoleons kroning als keizer benoemde deze hem tot maarschalk van Frankrijk. Ook kreeg hij de Legioen van Eer. In de Derde Coalitieoorlog nam hij Verona in en versloeg de Oostenrijkers in de Slag bij Caldiero op 30 oktober 1805. Masséna kreeg het bevel over de Franse troepen die het Koninkrijk Napels moesten veroveren, maar werd nogmaals ontslagen omdat hij verantwoordelijk werd gehouden voor plundering en afslachtingen door zijn troepen. Desondanks kreeg hij de titel hertog van Rivoli.
In 1807, tijdens de Vierde Coalitieoorlog, verloor Masséna een oog tijdens een door maarschalk Berthier georganiseerde jachtpartij in Polen. In 1809, tijdens de Vijfde Coalitieoorlog, speelde hij een belangrijke rol in de Slag bij Aspern-Eßling (21-22 mei 1809), nabij Wenen, en in de Slag bij Wagram (5-6 juli 1809). Hiervoor kreeg hij de titel prins van Essling.
Tijdens de Spaanse Onafhankelijkheidsoorlog leidde Masséna de invasie van Portugal in 1810 en dwong de geallieerden terug achter de Linies van Torres Vedras, die Lissabon beschermden. Na de komst van verse Britse troepen werd hij verslagen door Arthur Wellesley (Hertog van Wellington), onder andere in de Slag bij Fuentes de Oñoro in mei 1811. Masséna moest zijn troepen uit Portugal terugtrekken en werd vervangen door Auguste de Marmont.
Masséna viel hierdoor uit de gratie bij Napoleon en bleef in de daaropvolgende twee jaren afwezig. Na de Slag bij Leipzig in 1813 gaf Napoleon hem echter weer een bevel, als commandant van de 8e divisie bij Marseille. Masséna diende nog als commandant van de nationale garde in Parijs na Napoleons nederlaag in de Slag bij Waterloo.
Op 23 juni 1815 kwam de Chambre des pairs (het Franse hogerhuis) bijeen om zich te beraden over de opvolging van de van de troon vervallen verklaarde Napoleon I. Masséna was voorzitter. Toen Charles de La Bédoyère sprak over de ontrouw aan de gevallen keizer en pleitte voor een opvolging door Napoleon II ontnam Masséna hem het woord met de woorden Jeune homme, vous vous oubliez ('Jongeman, u vergeet uw plaats').
Masséna overleed een maand voor zijn 59e verjaardag en werd begraven op Cimetière du Père-Lachaise in Parijs.

## Afbeeldingen

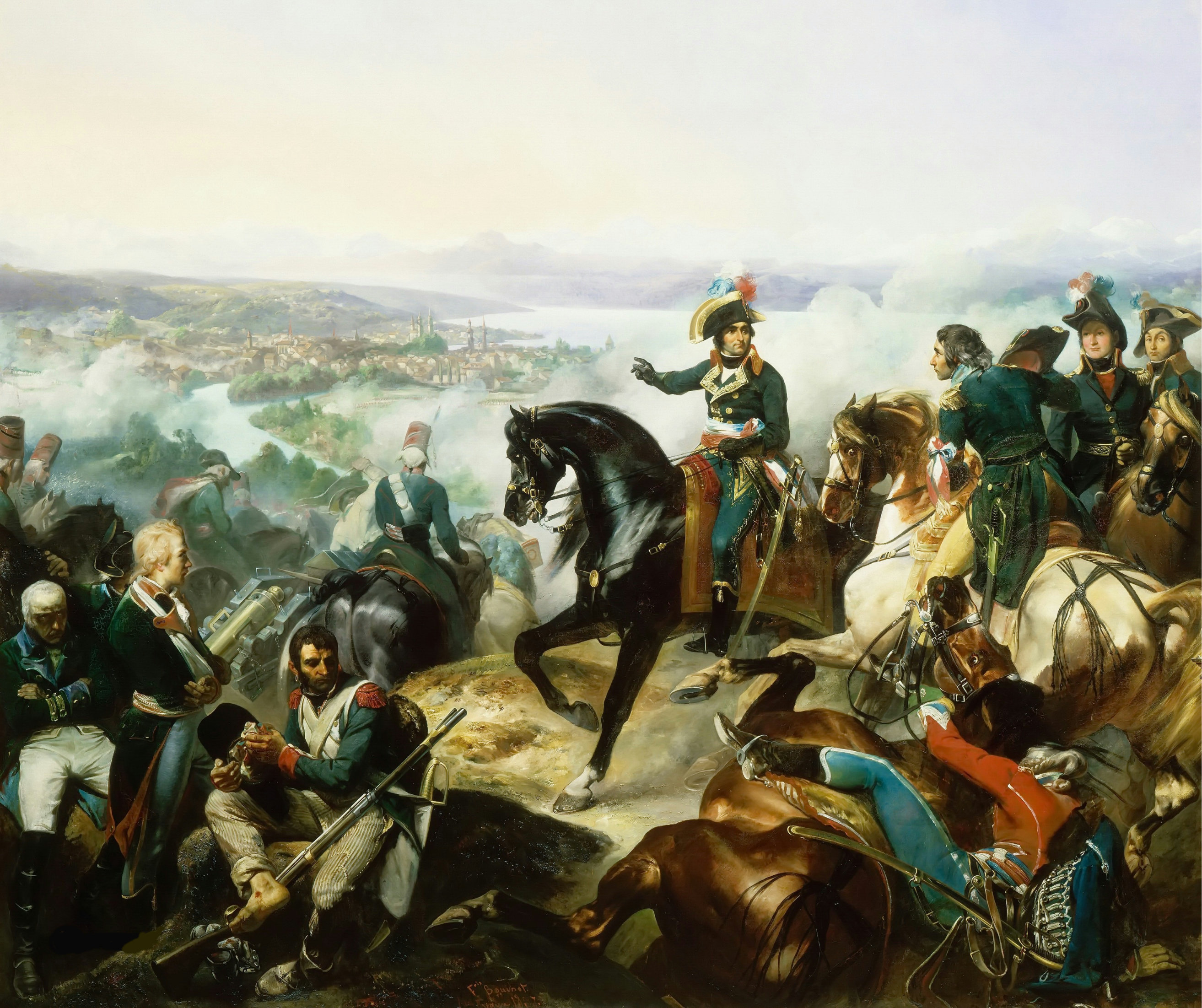
Masséna in de tweede slag bij Zürich (1799), schilderij van François Bouchot in Versailles
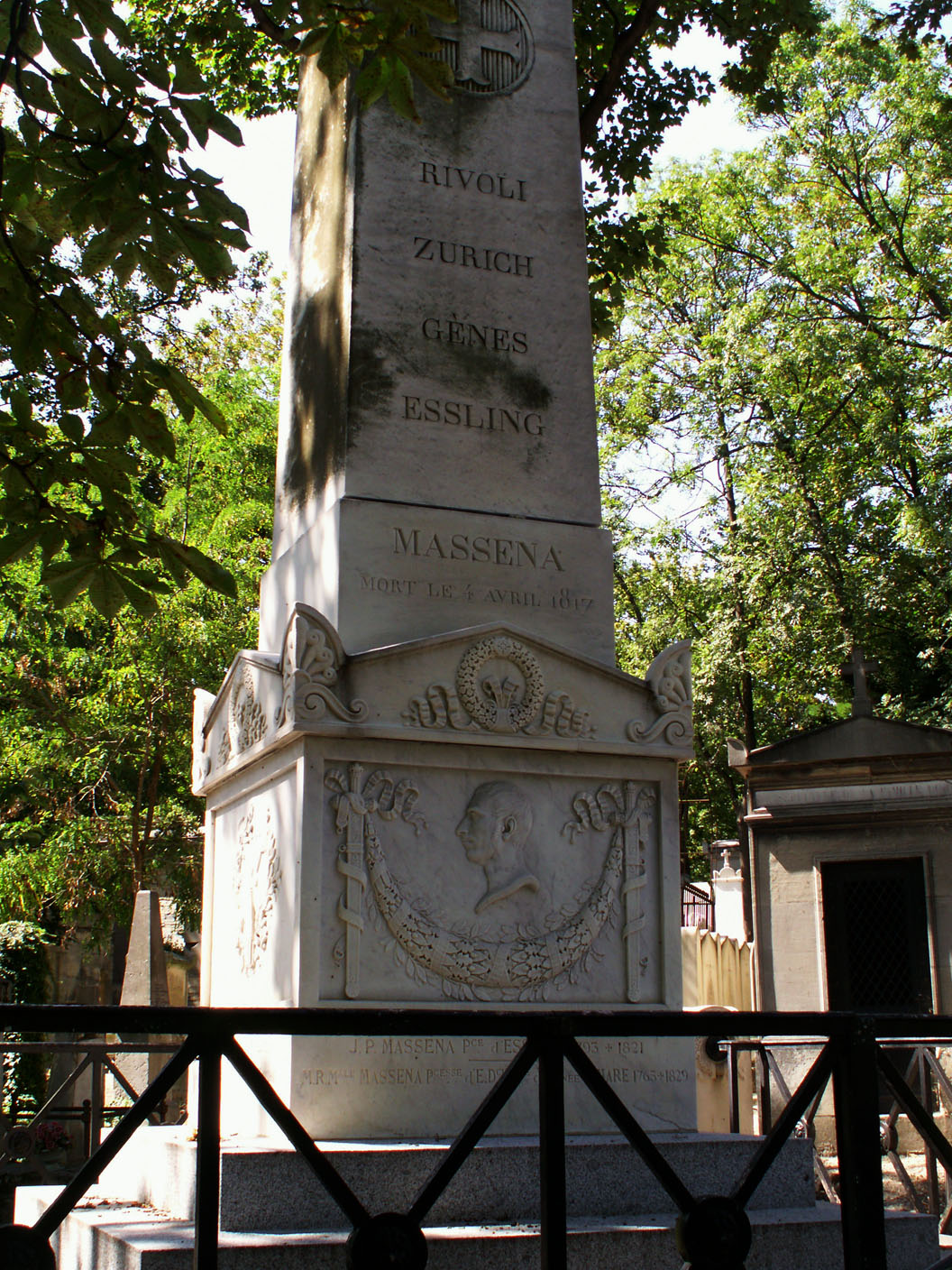
Graf van Masséna in de Cimetière du Père-Lachaise in Parijs
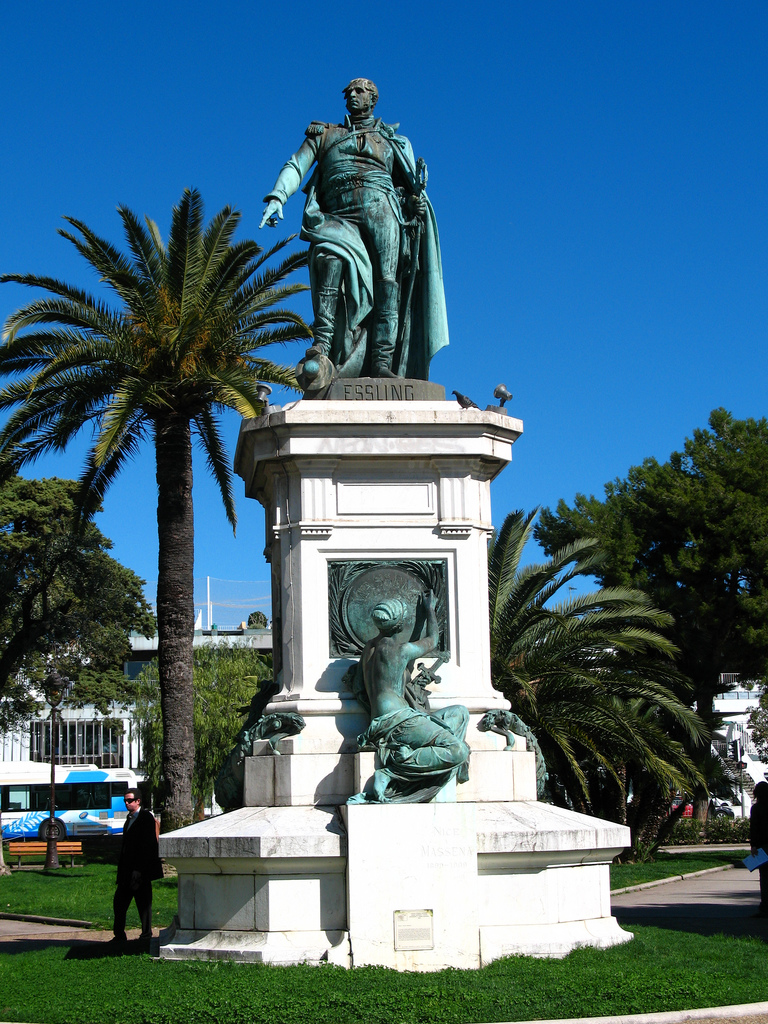
Standbeeld op het Place Masséna in Nice
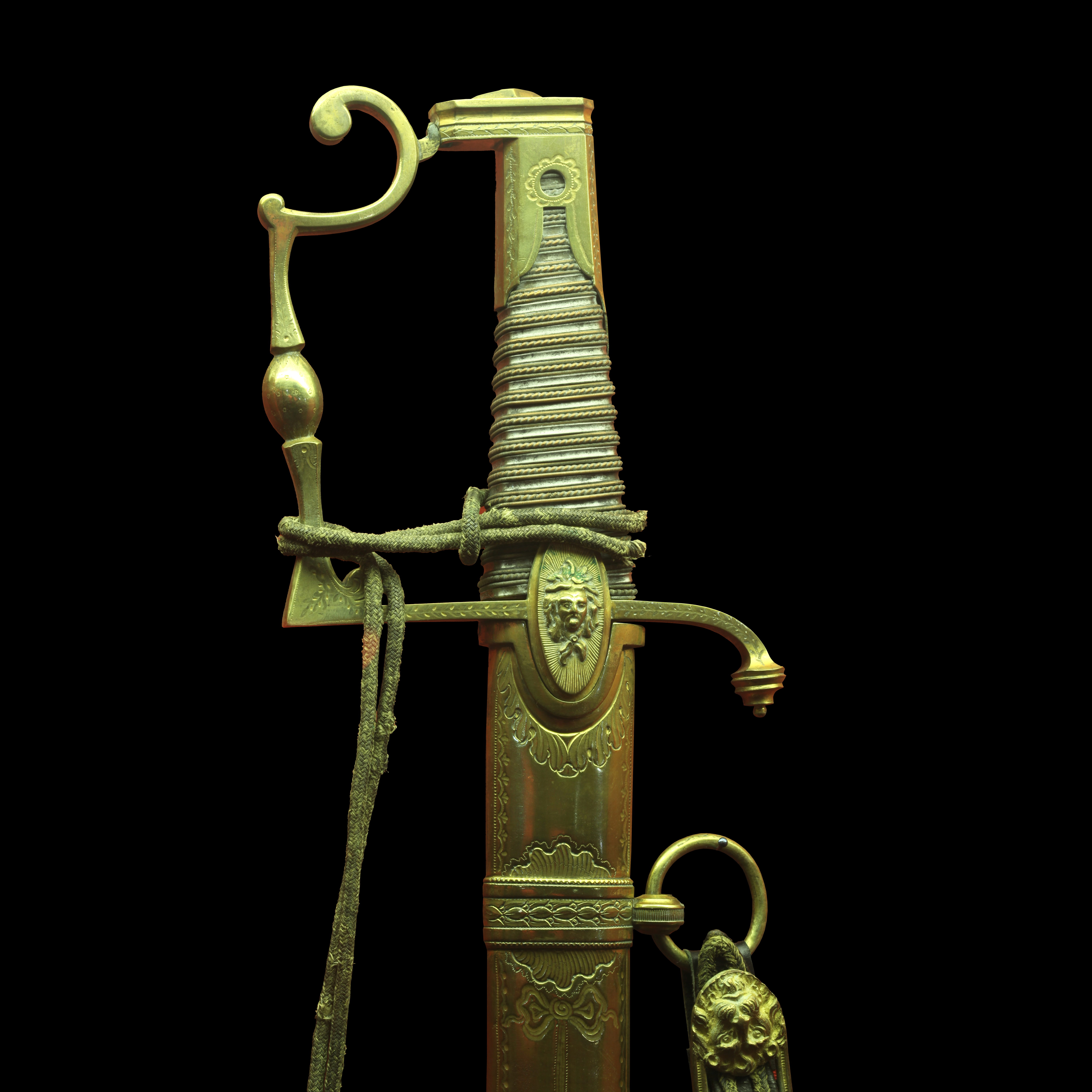
Masséna's sabel. Musée d'Art et d'Histoire de Neuchâtel

- Bibliothèque nationale de France: cb12562931s (data)
- Catàleg d'autoritats de noms i títols de Catalunya: 981058528303706706
- Gemeinsame Normdatei: 116835818
- Historisch woordenboek van Zwitserland: 041513
- International Standard Name Identifier: 0000 0001 2100 5589
- Library of Congress Control Number: n82240479
- Base Léonore: LH//1778/31
- Nationale Bibliotheek van Tsjechië: jx20120716002
- Nationale Bibliotheek van Israël: 987007452138105171
- Nationale Bibliotheek van Polen: a0000001201461
- Nederlandse Thesaurus van Auteursnamen: 112950388
- Réseau des bibliothèques de Suisse occidentale: 02-A003570473
- SNAC: w6060qk6
- Système universitaire de documentation: 02868852X
- Virtual International Authority File: 34574511
- WorldCat: E39PBJcWxjVfkMj8fJxxb9wV4q

Louis Alexandre Berthier · Joachim Murat · Bon Adrien Jeannot de Moncey · Jean-Baptiste Jourdan · André Masséna · Pierre François Charles Augereau · Jean-Baptiste Bernadotte · Guillaume Brune · Nicolas Jean-de-Dieu Soult · Jean Lannes · Édouard Adolphe Casimir Joseph Mortier · Michel Ney · Louis Nicolas Davout · Jean-Baptiste Bessières · François Christophe Kellermann · François Joseph Lefebvre · Dominique-Catherine de Pérignon · Jean-Mathieu-Philibert Sérurier · Claude Victor-Perrin · Étienne Jacques Joseph Macdonald · Nicolas Charles Oudinot · Auguste de Marmont · Louis Gabriel Suchet · Laurent de Gouvion Saint-Cyr · Józef Poniatowski · Emmanuel de Grouchy